# خانکه
خانکه نام شهر و شهرستانی در استان قلیوبیه مصر است. 

## منبع
ویکی‌پدیای عربی، ۲۱ مارس ۲۰۰۷.